# Louis Balbach
Louis Balbach (n. 23 mai 1896, San Jose, California, SUA – d. 11 octombrie 1943, Portland, Oregon, SUA) a fost un săritor în apă ce a reprezentat Statele Unite ale Americii, medaliat olimpic. A participat la o ediție a Jocurilor Olimpice (1920) în care a câștigat o medalie de bronz.

## Participări
Lista de mai jos prezintă principalele competiții la care a participat Louis Balbach de-a lungul carierei.
- diving at the 1920 Summer Olympics – men's 3 metre springboard[*]